# Élections législatives de 1919 dans la Haute-Vienne
Les élections législatives de 1919 ont eu lieu le 16 novembre.

## Résultats à l'échelle du département
| Liste          | Liste                                                 | Moyenne        | %       | Sièges | Candidat          | Candidat      | Tendance | Voix   | %     |
| -------------- | ----------------------------------------------------- | -------------- | ------- | ------ | ----------------- | ------------- | -------- | ------ | ----- |
|                | Liste du Parti socialiste (S.F.I.O)                   | 40 844         | 51,17   | 5      |                   | Léon Betoulle | SFIO     | 43 043 | 53,92 |
|                | Liste du Parti socialiste (S.F.I.O)                   | 40 844         | 51,17   | 5      | Adrien Pressemane | SFIO          | 41 005   | 51,37  |       |
|                | Liste du Parti socialiste (S.F.I.O)                   | 40 844         | 51,17   | 5      | Sabinus Valière   | SFIO          | 40 623   | 50,89  |       |
|                | Liste du Parti socialiste (S.F.I.O)                   | 40 844         | 51,17   | 5      | Jean Parvy        | SFIO          | 39 865   | 49,94  |       |
|                | Liste du Parti socialiste (S.F.I.O)                   | 40 844         | 51,17   | 5      | Albert Chauly     | SFIO          | 39 687   | 49,72  |       |
|                |                                                       |                |         |        |                   |               |          |        |       |
|                | Liste de la Fédération républicaine d'Union nationale | 37 120         | 46,50   | 0      |                   | Louis Nouhaud | PRRRS    | 36 712 | 45,99 |
|                | Liste de la Fédération républicaine d'Union nationale | 37 120         | 46,50   | 0      | Jean Carnot       | ARD           | 38 925   | 48,77  |       |
|                | Liste de la Fédération républicaine d'Union nationale | 37 120         | 46,50   | 0      | Delpeyrou         | PRRRS         | 36 925   | 46,26  |       |
|                | Liste de la Fédération républicaine d'Union nationale | 37 120         | 46,50   | 0      | Jean-Paul Tarrade | PRRRS         | 37 109   | 46,49  |       |
|                | Liste de la Fédération républicaine d'Union nationale | 37 120         | 46,50   | 0      | Charrière         | PRRRS         | 36 487   | 45,71  |       |
|                |                                                       |                |         |        |                   |               |          |        |       |
| Inscrits       | Inscrits                                              | Inscrits       | 111 876 | 100,00 |                   |               |          |        |       |
| Votants        | Votants                                               | Votants        | 80 938  | 72,35  |                   |               |          |        |       |
| Abstentions    | Abstentions                                           | Abstentions    | 30 938  | 27,65  |                   |               |          |        |       |
| Blancs et nuls | Blancs et nuls                                        | Blancs et nuls | 1 147   | 1,38   |                   |               |          |        |       |
| Exprimés       | Exprimés                                              | Exprimés       | 79 821  | 98,62  |                   |               |          |        |       |